# Айбирия (приход)
Айби́рия (англ. Iberia Parish, фр. Paroisse de l'Ibérie, исп. Parroquia de Iberia) — приход штата Луизиана, США. Официально образован в 1868 году. По состоянию на 2010 год, численность населения составляла 73 240 человек.

## География
По данным Бюро переписи США, общая площадь прихода равняется 2 670,293 км2, из которых 1 486,661 км2 — суша, и 1 181,041 км2, или 44,000 %, — это водная поверхность.

## Население
По данным переписи населения 2000 года на территории прихода проживает 73 266 жителей в составе 25 381 домашнее хозяйство и 19 162 семьи. Плотность населения составляет 49,00 человек на км2. На территории прихода насчитывается 27 844 жилых строения, при плотности застройки около 19,00-ти строений на км2. Расовый состав населения: белые — 65,08 %, афроамериканцы — 30,81 %, коренные американцы (индейцы) — 0,31 %, азиаты — 1,93 %, гавайцы — 0,02 %, представители других рас — 0,60 %, представители двух или более рас — 1,25 %. Испаноязычные составляли 1,50 % населения независимо от расы.
В составе 39,50 % из общего числа домашних хозяйств проживают дети в возрасте до 18 лет, 53,20 % домашних хозяйств представляют собой супружеские пары, проживающие вместе, 17,20 % домашних хозяйств представляют собой одиноких женщин без супруга, 24,50 % домашних хозяйств не имеют отношения к семьям, 21,10 % домашних хозяйств состоят из одного человека, 8,70 % домашних хозяйств состоят из престарелых (65 лет и старше), проживающих в одиночестве. Средний размер домашнего хозяйства составляет 2,82 человека, и средний размер семьи 3,28 человека.
Возрастной состав прихода: 30,00 % моложе 18 лет, 9,60 % от 18 до 24, 28,40 % от 25 до 44, 20,60 % от 45 до 64 и 20,60 % от 65 и старше. Средний возраст жителя прихода 33 лет. На каждые 100 женщин приходится 92,80 мужчин. На каждые 100 женщин старше 18 лет приходится 89,80 мужчин.
Средний доход на домохозяйство прихода составлял 31 204 USD, на семью — 36 017 USD. Среднестатистический заработок мужчины был 32 399 USD против 18 174 USD для женщины. Доход на душу населения составлял 14 145 USD. Около 20,20 % семей и 23,60 % общего населения находились ниже черты бедности, в том числе — 31,50 % молодежи (тех, кому ещё не исполнилось 18 лет) и 20,20 % тех, кому было уже больше 65 лет.